# Серринья-дус-Пинтус
Серринья-дус-Пинтус (порт. Serrinha dos Pintos)  —  муниципалитет в Бразилии, входит в штат Риу-Гранди-ду-Норти. Составная часть мезорегиона Запад штата Риу-Гранди-ду-Норти. Входит в экономико-статистический микрорегион Умаризал. Население составляет 4263 человека на 2006 год. Занимает площадь 122,644 км². Плотность населения — 34,8 чел./км².

## Статистика
- Валовой внутренний продукт на 2003 год составляет 9 706 413,00 реалов (данные: Бразильский институт географии и статистики).
- Валовой внутренний продукт на душу населения на 2003 год составляет 2268,91 реалов (данные: Бразильский институт географии и статистики).
- Индекс развития человеческого потенциала на 2000 год составляет 0,637 (данные: Программа развития ООН).